# Zentralstelle für Finanztransaktionsuntersuchungen
Zentralstelle für Finanztransaktionsuntersuchungen ist die offizielle Bezeichnung der Financial Intelligence Unit (FIU) in Deutschland. Sie ist die nationale Zentralstelle für die Entgegennahme, Sammlung und Auswertung von Meldungen über verdächtige Finanztransaktionen, die im Zusammenhang mit Geldwäsche oder Terrorismusfinanzierung (vgl. § 89c StGB) stehen könnten.
Die Zentralstelle für Verdachtsanzeigen wurde im Nachgang der Anschlägen vom 11. September 2001 aufgestellt. Zunächst war die FIU als polizeiliche Einrichtung im Bundeskriminalamt angesiedelt. Am 26. Juni 2017 wurde sie als Abteilung in der Direktion VIII – Zollkriminalamt der Generalzolldirektion neu aufgestellt und somit mit ihren Aufgaben in die Bundeszollverwaltung überführt. Zum 1. Mai 2021 wurde die FIU in eine eigene Direktion X der Generalzolldirektion umgewandelt.
Seit der Insolvenz der Wirecard AG steht die FIU in der öffentlichen Diskussion aufgrund des Umgangs mit Geldwäscheverdachtsmeldungen zu Wirecard.

## Aufgaben
Die Aufgaben der Zentralstelle für Finanztransaktionsuntersuchungen ergeben sich aus dem Geldwäschegesetz. Gemäß § 27 Geldwäschegesetz ist sie die Zentrale Meldestelle zur Verhinderung, Aufdeckung und Unterstützung bei der Bekämpfung von Geldwäsche und Terrorismusfinanzierung im Sinne der EU-Geldwäscherichtlinie. Die FIU ist als administrative Behörde angelegt und somit nicht als Ermittlungs- oder Strafverfolgungsbehörde. Sie arbeitet unterhalb der Schwelle des strafprozessualen Anfangsverdachts.
Im Einzelnen umfassen die Aufgaben nach § 28 Geldwäschegesetz:
- Die Entgegennahme und Sammlung von Verdachtsmeldungen,
- Die Durchführung von operativen Analysen einschließlich der Bewertung von Meldungen und sonstigen Informationen,
- der Informationsaustausch und die Koordinierung mit inländischen Aufsichtsbehörden
- die Zusammenarbeit und der Informationsaustausch mit zentralen Meldestellen anderer Staaten,
- die Untersagung von Transaktionen und die Anordnung von sonstigen Sofortmaßnahmen,
- die Übermittlung der sie betreffenden Ergebnisse der operativen Analyse nach Nummer 2 und zusätzlicher relevanter Informationen an die zuständigen inländischen öffentlichen Stellen,
- die Rückmeldung an den Verpflichteten, der eine Meldung nach § 43 Absatz 1 abgegeben hat,
- die Durchführung von strategischen Analysen und Erstellung von Berichten aufgrund dieser Analysen,
- der Austausch mit den Verpflichteten sowie mit den inländischen Aufsichtsbehörden und für die Aufklärung, Verhinderung oder Verfolgung der Geldwäsche und der Terrorismusfinanzierung zuständigen inländischen öffentlichen Stellen insbesondere über entsprechende Typologien und Methoden,
- die Erstellung von Statistiken zu den in Artikel 44 Absatz 2 der Richtlinie (EU) 2015/849 genannten Zahlen und Angaben und die Veröffentlichung einer konsolidierten Statistik auf Jahresbasis in einem Jahresbericht,
- die Veröffentlichung eines Jahresberichts über die erfolgten operativen Analysen,
- die Teilnahme an Treffen nationaler und internationaler Arbeitsgruppen und
- die Wahrnehmung der Aufgaben, die ihr darüber hinaus nach anderen Bestimmungen übertragen worden sind.

2017 wurde die FIU vom Bundeskriminalamt in die Bundeszollverwaltung überführt. Dies ging einher mit einer Ausweitung des Kreises der Meldeverpflichteten, einer verstärkten Sensibilisierung der Meldeverpflichteten und veränderten Kriterien für die Pflicht zur Abgabe von Verdachtsmeldungen nach dem Geldwäschegesetz.
Die Zentralstelle für Finanztransaktionsuntersuchungen soll im Rahmen der operativen Auswertung der Verdachtsmeldungen eine Filterfunktion ausüben und nur die relevanten Verdachtsmeldungen ausgewertet an die relevanten Ermittlungs- und Strafverfolgungsbehörden weitergeben. Um die große Zahl von Meldungen auszuwerten nutzt die FIU einen so genannten risikobasierten Ansatz. Für die Auswertung und Analyse der Verdachtsmeldungen hat die FIU neben der Möglichkeit der Auswertung des eigenen Bestands an Verdachtsmeldungen Zugriffsmöglichkeiten auf Datenbanken der öffentlichen Verwaltung. Seit 2017 wurden die Zugriffsmöglichkeiten dabei schrittweise ausgeweitet. Dies umfasst den Zugriff auf den durch das BKA betriebenen Informationsverbund der Polizeibehörden INPOL. Darüber hinaus kann die FIU unter anderem auf das Zentrale Staatsanwaltschaftliche Verfahrensregister (ZStV) und das Ausländerzentralregister (AZR) zugreifen und Kontostammdaten abrufen. Ebenso kann die FIU seit 2020 einige steuerliche Grunddaten abrufen sowie Angaben aus den Veräußerungsanzeigen zum Grunderwerb.

## Organisation
2017 wurde die FIU vom Bundeskriminalamt zum Zoll ausgelagert.
Am 4. März 2021 stimmte der Bundestag einer am 30. März 2021 in Kraft getretenen Gesetzesänderung zu,
die die FIU von einer Abteilung VIII zu einer eigenständigen Direktion X der Generalzolldirektion umwandelte.
Sie ist innerhalb dieser Strukturen eine funktional eigenständige Behörde.
Derzeit verfügt die FIU innerhalb der Direktion über eine Abteilung (DX.A).
- Referat DX.A.1: Risikomanagement, Koordinierung und Steuerung
- Referat DX.A.2: Grundsatz, Internationale Zusammenarbeit
- Referat DX.A.3: Nationale Zusammenarbeit und Koordinierung, PPP
- Referat DX.A.4: Strategische Analyse
- Referat DX.A.5: Operative Einzelfallanalyse
- Referat DX.A.6: Einzelfallersuchen und Staatsschutz
- Referat DX.A.7: Technik

Die FIU soll mit dem Personalaufwuchs weiter umstrukturiert werden und künftig zwei Abteilungen umfassen. Am 1. Dezember 2021 wurde ein weiterer Standort der FIU für Aufgaben der operativen und strategischen Analyse in Dresden eröffnet.

## Mitarbeiter
Bei Neuerrichtung der FIU in der Bundeszollverwaltung im Jahr 2017 verfügte die Dienststelle über 100 Planstellen. Deren Zahl stieg auf 515 im September 2021 an. Bis 2026 sollen die Planstellen auf 720 erhöht werden.
Den Planstellen standen Ende 2020 475 Mitarbeiter gegenüber,
am 1. September 2021 540 Mitarbeiter, davon rund 190 Geschäftsaushilfen, die von anderen Dienststellen vorübergehend an die FIU abgestellt sind. Im Februar 2022 hatte die FIU 380 feste Mitarbeiter und 200 Geschäftsaushilfen.
Gemäß der Sicherheitsüberprüfungsfeststellungsverordnung nimmt ein Teil der FIU Aufgaben wahr, deren Sicherheitsempfindlichkeit derjenigen der Nachrichtendienste des Bundes entspricht. Daher muss sich das Personal in diesen Bereichen einer Erweiterten Sicherheitsüberprüfung mit Sicherheitsermittlungen unterziehen.

## Software
Das Anti-Money-Laundering System goAML der UNODC ist im Einsatz bei der österreichischen Geldwäschemeldestelle (A-FIU) als auch bei der deutschen FIU.

## Statistische Daten zu Verdachtsmeldungen
Im Mai 2019 waren mehr als 36.000 Meldungen nicht oder nicht abschließend bearbeitet, wofür laut Zoll die mangelhafte Qualität der gemeldeten Daten verantwortlich sei, die Rückfragen erfordere, sowie eine zuletzt steigende Anzahl von Meldungen. 2019 erfolgten 114.914 Meldungen, wobei besonders der Immobilienmarkt mit besonderen Schwierigkeiten auffiel. 98 % der Verdachtsfälle stammten aus den Finanzsektor, aus dem „Nichtfinanzsektor“ 1500. Ebenso kritisiert wurde schon 2019 die mangelnde Personalausstattung.
Im Jahr 2020 wurden insgesamt 144.005 Verdachtsmeldungen an die FIU weitergeleitet.
Im Mai 2020 befanden sich 282.584 Verdachtsmeldungen im Datenpool.
Im Jahr 2021 teilten sich die 298.507 Verdachtsmeldungen nach § 43 I GwG wie folgt auf: 289.235 Meldungen aus dem Finanzsektor, 6.471 von Notaren, 1.666 weitere aus dem Nichtfinanzsektor.
Beginnend im Januar 2020 und danach monatlich kumulierend bis zum Stichtag 30. September 2022 sind insgesamt 100.963 Verdachtsmeldungen als risikorelevant mit unterschiedlichen Risikoprofilen ausgesteuert aber noch nicht weiter bearbeitet worden.
Am 15. Dezember 2022 trat der Chef der FIU, Christof Schulte, aus „persönlichen Gründen“ zurück. Medienberichten zufolge hätte die Behörde die Tatsache verheimlicht, dass sich 100.000 unbearbeitete Verdachtsfälle aufgestaut haben.
„Gemäß den gesetzlichen Vorgaben (§ 39 GwG in Verbindung mit der zugehörigen Errichtungsanordnung) sind Verdachtsmeldungen, die ab dem Zeitpunkt ihres Eingangs binnen drei Jahren nicht an zuständige Behörden abgegeben wurden, zu löschen; Verdachtsmeldungen, die die Abgabevoraussetzungen ausgelöst haben, sind demgegenüber nach fünf Jahren zu löschen. Gemessen hieran hat die FIU bis zum Stichtag 18. Dezember 2022 insgesamt rund 207.360 Verdachtsmeldungen/Informationen gelöscht.“
„Für den Zeitraum Januar 2020 bis zum Stichtag 30. September 2022 seien 424.694 nicht als risikorelevant ausgesteuert und daher in der FIU-Datenbank (sogenannter FIU-Informationspool) verblieben. Diese werden fortlaufend mit neu bei der FIU eingehenden Informationen abgeglichen. Dies führt dazu, dass auch ursprünglich als nicht relevant identifizierte Sachverhalte später zu werthaltigen Sachverhalten „erstarken“ können.“
„Mit Arbeitsaufnahme der zum 1. Dezember 2022 eingerichteten „Task Force“ – insgesamt bis zu 120 zusätzliche Beschäftigte aus anderen Bereichen der Zollverwaltung –, der die Endbearbeitung der insgesamt 100.963 Verdachtsmeldungen obliegt, ist deren Nachbewertung vorgenommen worden, um Verdachtsmeldungen in entsprechender Reihenfolge ihres Risikoprofils mit zugehöriger Analysetiefe zu bearbeiten. Hierbei hat die FIU festgestellt, dass für insgesamt 39.781 Verdachtsmeldungen eine weitergehende Analyse vorzusehen ist und im Übrigen die Voraussetzungen hierfür nicht vorliegen. Für diese Meldungen, die die weitergehenden Analysevoraussetzungen nicht aufweisen, konnte bereits die abschließende Entscheidung in Form der vorzusehenden Überführung in den Informationspool getroffen werden. Von den verbliebenen 39 781 Verdachtsmeldungen wurden bereits 2 583 ebenfalls einer abschließenden Entscheidung durch die dafür eingerichtete Task Force zugeführt, sodass zum Stichtag 1. Januar 2023 noch insgesamt 37 198 Verdachtsmeldungen endzubearbeiten sind.“ In durchschnittlich unter 18 Minuten ist eine Meldung somit abschließend bearbeitet.

### Effizienz
Lediglich 562 von 99.000 untersuchten Verdachtsfällen (d. h. 0,6 Prozent) zwischen 2014 und 2016 führten laut einer vom Bundesfinanzministerium in Auftrag gegebenen Studie zu einem erfolgreichen Strafverfahren.
2020 erhielt die FIU lediglich 12.618 Rückmeldungen der ermittelnden Behörden zu Sachverhalten, die weitergemeldet wurden. In 1,85 Prozent der weitergeleiteten Fälle fanden Anklageerhebungen statt, die resultierende Verurteilungsquote auf Grundlage der Rückmeldungen liegt bei 0,6 Prozent.

## Kritik, Probleme und Lösungen
Seit dem Wechsel in die Zuständigkeit des Zolls steht die Zentralstelle auf Grund ihrer Arbeitsweise und der Geschwindigkeit bei der Weitergabe von Informationen an die Strafverfolgungs- und Ermittlungsbehörden schwer in der Kritik. Recherchen des Bayerischen Rundfunks und des Spiegels im Jahr 2018 beklagten, dass Fristen nicht eingehalten würden, und spätere Überprüfungen zeigten, dass „die FIU im Zeitraum zwischen dem 26. Juni 2017 und dem 26. Juli 2020 insgesamt 31 Meldungen nach Ablauf der gesetzlich vorgeschriebenen Frist an die Strafverfolgungsbehörden weitergeleitet“ habe, wie die Tagesschau berichtete.
Ein Problem sei auch, dass die FIU nicht selbstständig auf die mindestens 16 verschiedenen Datenbanken der Polizei- und Justizbehörden der Bundesländer zugreifen kann. Diesen Umstand monierte auch der Bundesrechnungshof, der „erheblichen Verbesserungsbedarf“ vor allem bei den Zugriffsrechten der FIU auf die „relevanten Polizei- und Steuerdaten der Behörden des Bundes und der Länder“ sah, da bei den Deliktsbereichen der organisierten Kriminalität, den „Hauptanwendungsfälle[n] der Geldwäsche, […] illegale Erträge“ anfallen oder „illegale Finanzierungsmittel“ Verwendung fänden. Entsprechend schloss der Bundesrechnungshof, wie die Tagesschau berichtete, die FIU könne die an sie übermittelten Verdachtsmeldungen „qualitativ nicht zuverlässig bewerten“. Zudem berichtete die Tagesschau am 15. Oktober 2020 über die Problematik einer fehlenden europäischen FIU für die Strafverfolgung, welche zwar das Europäische Parlament forderte, aber der Europäische Rat unter deutschem Vorsitz nur zögerlich behandle.

### Datenschutz-Bedenken
Der Bundesbeauftragte für den Datenschutz und die Informationsfreiheit (BfDI) sieht den umfangreichen Datenpool der FIU kritisch. Das pauschale, ungeprüfte Überführen von Geldwäscheverdachtsmeldungen in den Datenpool der FIU zwecks Datenhaltung auf Vorrat und zur Nutzung der Daten zu Analyse- und Recherchezwecken verstoße gegen den Grundsatz der Datenminimierung. Obwohl die Behörde unterhalb der Schwelle des strafprozessualen Anfangsverdachts arbeitet, verfügt sie über einen umfangreichen und wachsenden Pool an personenbezogenen Daten (resultierend aus den eingehenden Verdachtsmeldungen) als Recherchegrundlage. Diese beinhalteten nach Angaben des BfDI gleichermaßen abgegebene, als nicht werthaltig eingestufte und unbearbeitete Meldungen.
Hier sieht die Behörde ein Missverhältnis zu den weitreichenden Rechten zur Verarbeitung personenbezogener Daten. Zugleich bemängelt der BfDI die mittlerweile deutlich ausgeweiteten Zugriffsmöglichkeiten auf öffentliche Datenbanken und Auskunftssysteme.
Bei einer Kontrolle zur Löschung personenbezogener Daten im Jahr 2021 hat der BfDI mehrere datenschutzrechtliche Mängel festgestellt, die gegenüber dem Bundesministerium der Finanzen förmlich beanstandet wurden. Demnach habe die FIU ihren Informationsverbund über mehrere Jahre betrieben, ohne die gesetzlichen Löschvorgaben zu beachten. In einer Stichprobenkontrolle hat der BfDI bei mehr als einem Drittel der Einzelfälle das Vorliegen der Löschvoraussetzungen bejaht, ohne dass eine Löschung festgestellt werden konnte.

### Ermittlungen der Staatsanwaltschaft Osnabrück gegen die FIU 2020–2022
Seit Februar 2020 ermittelt die Staatsanwaltschaft Osnabrück wegen Strafvereitelung im Amt gegen Beamte der FIU. Am 14. Juli 2020 ließ die Staatsanwaltschaft Osnabrück die FIU in Köln durchsuchen, schließlich am 9. September 2021, siebzehn Tage vor der Bundestagswahl 2021, auch das Bundesministerium der Finanzen und das Bundesjustizministerium in Berlin. Die Wahlprogramme der CDU und CSU hatten ab 21. Juni 2021 die FIU zum Gegenstand des Bundeswahlkampfes 2021 gemacht.  Die Durchsuchungen wurden in der Folge im Wahlkampf mit verschiedenen Interpretationen diskutiert; einerseits zeigten die Vorkommnisse Versäumnisse des von Olaf Scholz geleiteten Bundesfinanzministeriums auf, andererseits seien sie nicht verhältnismäßig gewesen.
Einzelne Mitarbeiter der FIU haben, so der Verdacht, zwischen Mitte 2018 und Anfang 2020 acht Geldwäscheverdachtsmeldungen nicht vorschriftsmäßig an die Strafverfolgungsbehörden weitergeleitet. Betroffen seien „Konten bei drei deutschen Banken, und Überweisungen von über 1,7 Millionen Euro nach Afrika“. Das Landgericht Osnabrück stellte im Februar 2022 fest, dass die Durchsuchungen unverhältnismäßig waren und hob die Durchsuchungsbeschlüsse auf (Az. 12 Qs 32/21). Zur Begründung führten die Richter aus, dass zum einen ein Teil der Unterlagen, in deren Besitz die Staatsanwaltschaft kommen wollte, bereits aufgrund einer vorherigen Durchsuchung vorgelegen hätten, zum anderen war nicht damit zu rechnen, dass Beweismittel vernichtet würden. Deswegen habe keine Eilbedürftigkeit bestanden. Im Übrigen hätte die Staatsanwaltschaft vor der Durchsuchung einen Antrag an das Ministerium formulieren können, die Unterlagen herauszugeben, was nicht geschehen sei. Am 8. Juni 2022 entschied das Verwaltungsgericht Osnabrück, dass die Pressemitteilungen der Staatsanwaltschaft Osnabrück zu den Durchsuchungen „schlicht falsch“ gewesen seien (Az. 1 A 199/21).

### Spitzel in der FIU
Im Jahr 2024 wurde publik, dass der Miri-Clan einen Spitzel in der FIU hatte. Dieser hatte monatelang vertrauliche Informationen der FIU an den Clan weitergegeben und das Ausländerzentralregister benutzt. Die Staatsanwaltschaft Bremen bestätigte ein Ermittlungsverfahren wegen des Verdachts der Bestechlichkeit gegen den ehemaligen FIU-Mitarbeiter. Der Spitzel war von Frühjahr 2022 bis zu einer Razzia im März 2023 in der FIU tätig.